# SARS-CoV-1
SARS-CoV-1 (severe acute respiratory syndrome coronavirus 1, slovensko: hudi akutni respiratorni sindrom koronavirus-1), prej znan kot hudi akutni respiratorni sindrom koronavirus - SARS-CoV, je sev koronavirusa, ki povzroča hudi akutni respiratorni sindrom (SARS). Gre za  enoverižni RNA virus, z ovojnico, pozitivne smeri,  ki okužuje epitelne celice v pljučih. Virus vstopi v gostiteljsko celico tako, da se naveže na receptor ACE2 .  Okužuje ljudi, netopirje in več vrst sesalcev .  
16. aprila 2003 je Svetovna zdravstvena organizacija (WHO) po izbruhu SARS v Aziji in sekundarnih primerih drugod po svetu izdala sporočilo za javnost, v katerem je sporočila, da je koronavirus, ki so ga ugotovili številni laboratoriji, uradni povzročitelj SARS-a. Centri za nadzor in preprečevanje bolezni (CDC) v ZDA in Nacionalni mikrobiološki laboratorij (NML) v Kanadi so aprila 2003 identificirali genom SARS-CoV   Znanstveniki z univerze Erasmus v Rotterdamu na Nizozemskem so dokazali, da koronavirus SARS izpolnjuje Kochove postulate in tako potrdili, da je povzročitelj bolezni. V poskusih so makaki, okuženi z virusom, razvili enake simptome kot človeške žrtve SARS. 
Pandemija zaradi nove koronavirusne bolezni leta 2019 je pokazala veliko podobnosti z izbruhom SARS, povzročitelj SARS-CoV-2  pa so identificali kot še sev korovirusa, ki je v sorodu s kovirusom SARS. 

## SARS
SARS ali hud akutni respiratorni sindrom je bolezen, ki jo povzroča SARS-CoV. Povzroča pogosto hudo bolezen, ki jo najprej zaznamujejo sistemski simptomi bolečine v mišicah, glavobol in povišana telesna temperatura, ki jim po  2–14 dneh sledijo dihalni simptomi,  večinoma kašelj, dispneja in pljučnica. Pogosten znak za obolenje s SARS je tudi zmanjšano število limfocitov, ki krožijo v krvi. 
V izbruhu SARS leta 2003 je umrlo približno 9 % bolnikov s potrjeno okužbo SARS-CoV. Stopnja umrljivosti je bila pri tistih, starejših od 60 let, veliko višja, umrljivost se je pri tej skupini bolnikov približala 50 %.  

## Zgodovina
12. aprila 2003 so sodelavke in sodelavci Centra  za raziskave genov Michael Smith v Vancouvru končali s kartiranjem genetskega zaporedja za koronavirus,  za katerega se je sumilo, da je povezan s SARS. Skupina pod vodstvom  doktorja Marca Marra je sodelovala z Centrom za nadzor bolezni British Columbia in Nacionalnim mikrobiološkim laboratorijem v Winnipegu v Manitobi, pri tema pa je uporabljala vzorce okuženih bolnikov v Torontu . Zemljevid, ki ga je SZO pozdravila kot pomemben korak naprej v boju proti SARS, se za kolege po vsem svetu dali v javnost na spletni strani GSC (glej spodaj). Zaporedje koronavirusa SARS so od takrat potrdile tudi druge neodvisne skupine. 
Konec maja 2003 so v raziskavah na vzorcih divjih živali, ki se prodajajo kot hrana na lokalnem trgu v mestu Guangdong na Kitajskem, ugotovili, da je sev koronavirusa SARS mogoče izolirati iz zamaskiranih palmovih cibetovk (Paguma sp.), Vendar živali niso vedno pokazale kliničnih znakov. Predhodni sklep je bil, da je virus SARS prestopil ksenografsko oviro med živalmi in ljudi, v provinci Guangdong pa so iz varnostnih razlogov pobili več kot 10.000 cibetovk. Virus so  kasneje odkrili tudi rakunastih psih (Nyctereuteus sp.), jazbecih (Melogale spp.) in domačih mačkah. Leta 2005 sta dve študiji ugotovili številne Sarsu podobne koronaviruse pri netopirjih na Kitajskem.   Filogenetska analiza teh virusov je pokazala, da koronavirus SARS zelo verjetno izvira iz netopirjev in se širi na ljudi bodisi neposredno bodisi prek živali, ki jih gojijo na kitajskih trgih. Netopirji niso kazali vidnih znakov bolezni, so pa verjetno naravni rezervoarji za SARS-u sorodne koronaviruse. Konec leta 2006 so znanstveniki kitajskega centra za nadzor in preprečevanje bolezni univerze v Hong Kongu in centra za nadzor in preprečevanje bolezni Guangdžov vzpostavili genetsko povezavo med koronavirusom SARS, ki se pojavlja pri cibetovkah, in virusom pri ljudeh, kar potrjuje trditve, da je bolezen preskočila z vrste na vrsto. 

## Virologija
SARS-Coronavirus sledi strategiji razmnoževanja, značilni za poddružino koronavirusov. Primarni človeški receptor virusa je angiotenzin pretvarjajoč encim 2 (ACE2), prvič identificiran leta 2003. 